# Luci Aureli Cota (cònsol 119 aC)
Luci Aureli Cota (en llatí: Lucius Aurelius Cotta) va ser un magistrat romà, cònsol l'any 119 aC.
Va ser ell qui va proposar que Gai Màrius, que aleshores era tribú de la plebs, fos cridat a donar comptes de la lex Maria, que s'havia aprovat en una votació als comicis i reduïa la influència dels optimats. Màrius es va presentar, però en lloc de defensar-se va atacar el cònsol, a qui va amenaçar de ser empresonat si no retirava la seva moció. Luci Cecili Metel Dalmàtic, l'altre cònsol, que havia donat suport a Cota, va ser empresonat per ordre de Màrius, i cap dels tribuns de la plebs va voler escoltar la seva apel·lació i van fer costat a Màrius, i el Senat va haver d'acceptar el seu empresonament. Sembla que Cota va retirar llavors la moció. Apià sembla indicar que Cota i Metel van dirigir en aquell any (119 aC) la guerra contra els il·liris.